# Warhammer 40.000: Dawn of War Winter Assault
Warhammer 40,000: Dawn of War: Winter Assault (En español Warhammer 40,000: Dawn of War: Asalto de Invierno) es un videojuego perteneciente al género de estrategia en tiempo real, es la primera expansión de Warhammer 40,000: Dawn of War para PC desarrollada por la empresa Relic Entertainment y publicada por THQ. Basado en el juego de guerra de Games Workshop, Warhammer 40,000, Dawn of War: Winter Assault fue lanzado el 23 de septiembre de 2005. Poco tiempo después de su lanzamiento inicial, Winter Assault y Dawn of War se juntaron en un paquete doble que presentó algún arte en una cubierta plegable, un Orko con un lanzallamas, o un grupo de tanques de la Guardia Imperial alineados para atacar.

## Jugabilidad
Al videojuego fue agregada a una gran cantidad de mapas nuevos, una nueva facción de juego, de la Guardia Imperial y una unidad para las facciones ya existentes. El soporte para el videojuego ha sido finalizado.

### Funciones de la expansión

#### La Guardia Imperial
Se incluyó una nueva facción, la Guardia Imperial, con algunas unidades previamente disponibles en ciertas misiones para un jugador de Dawn of War.
La Guardia Imperial se especializa en la defensa y la guerra de desgaste, y por lo tanto tiene las estructuras defensivas más fuertes de todas las facciones en el juego, así como estructuras de producción guarnicionales y una red de túneles entre ellas, lo que permite la transferencia sigilosa de tropas. Su infantería tiende a ser de menor calidad que la de sus oponentes en términos de armas, armaduras y moral, debido a que los Guardias son humanos regulares. Sin embargo, la Guardia Imperial compensa esto con una gama de poderosos vehículos blindados, como el Leman Russ y el Baneblade, así como los caminantes Centinelas, que hasta la expansión de la Cruzada Oscura, fue la única unidad vehicular en el juego que podía desarticular puntos estratégicos. Además, de forma única, la Guardia Imperial no presenta un solo héroe primario, sino un Escuadrón de Comando formado por un General y hasta cuatro héroes secundarios, así como hasta 13 héroes secundarios independientes, 8 de los cuales son Comisarios o Sacerdotes que son mucho más efectivo cuando se une a los escuadrones (por ejemplo, un comisario ayuda a combatir los problemas de la moral).

### Nueva campaña
Hay dos nuevas campañas para un solo jugador, ambas involucran a cada facción que intenta recuperar a un Titán imperial de la clase Imperator perdida. Todas las razas de Dawn of War (Orcos, Eldar, el Caos y los Marines Espaciales) están disponibles además de la nueva Guardia Imperial, y cada raza trata de encontrar y obtener el control del Titán por sus propios motivos. Aunque el Titán en su conjunto no es controlable, sus sistemas de armas se pueden utilizar para ayudar en la destrucción de los Necrones, que hacen un cameo en la misión final de cada facción. En esta campaña, al principio, el jugador tiene la opción de ir con el "Desorden", personificado por los Orcos y los Marines Espaciales del Caos, o con el "Orden", que comprende a los Eldars y la Guardia Imperial con la extraña apariencia de los Marines Espaciales.

### Otros cambios
Muchas de las unidades disponibles en Dawn of War se simplificaron, redujeron o limitaron para la expansión Asalto de invierno. Por ejemplo, los tanques depredadores de los Marines Espaciales se limitaron a portar armas antitanque, mientras que los depredadores del Caos se limitaron a armas anti-personas. En el juego original Dawn of War, ambos bandos podían mejorar sus tanques de antipersonas a antitanque (patrón Destructor y patrón Aniquilador respectivamente). Del mismo modo, el Land Raider estaba limitado a uno por jugador, pero a su vez tenía una mayor durabilidad.
Las limitaciones también se aplicaron a los Orkos, que perdieron la mayoría de sus opciones de actualización y se vieron limitados en sus elecciones de armas. A los Eldar se les quitaron sus "contadores duros", lo que significa que las unidades especializadas como los Segadores Oscuros ya no eran tan eficazmente prominentes contra la infantería pesada. Algunas unidades, incluida la mayor parte del ejército Orko, también perdieron la capacidad de usar granadas. Los Marines Espaciales del Caos también perdieron la capacidad de actualizarse a cualquier arma pesada que no sea el bolter pesado y la pistola de plasma.

## Argumento
La trama de la expansión habla de la lucha de cuatro razas en el lejano planeta de Lorn 5. Inicialmente propiedad del Imperio, el planeta fue capturado por una pandilla de paracaidistas del Espacio del Caos, la Legión de los Devoradores de Mundos. Del Señor Krull, el jefe de las fuerzas del Caos en el planeta que hace guerra contra los orcos que habían aterrizado en el planeta bajo el liderazgo del jefe Gorgutz Cazacabezas. Al comienzo del juego en el planeta aparece la tercera fuerza: la Guardia Imperial. El objetivo principal de los guardias bajo el mando del general Stearn, la incautación y reparación de la clase de titanio "Emperador", dejada durante la retirada del Imperio. Titán también atrae a Lord Krull, quien hasta entonces, por alguna razón desconocida, no sabía que un arma tan valiosa estaba en su poder. Los últimos en llegar son los Eldar, liderados por la Sacerdotisa Taldir. Ellos son los únicos que saben que en el planeta las fuerzas de los necrones pronto despertarán y quieren usar al Titán para su destrucción.
El juego tiene dos tramas: para el "Caos" (Marines Espaciales del Caos y Orkos ) y el "Orden" (Eldar y Guardia Imperial). También en la campaña aparece por primera vez, aún no accesible para el juego, la facción Necron, que se añadió en la próxima expansión Warhammer 40,000: Dawn of War - Dark Crusade.

### Campaña del Caos
En la campaña para las fuerzas del Caos, el jugador dirige las fuerzas de los orcos y los marines espaciales del Caos. Habiendo encontrado un nuevo enemigo, difícilmente logran una tregua temporal y destruyen a los Guardias y los Eldar; Stern y Taldir perecen.
Después de eso, los aliados vuelven a pelear; el jugador debe elegir uno de los bandos y llevar a sus tropas a un titán protegido por un escudo psíquico. Si el jugador elige a los orcos, entonces no usan al titán (Gorgutz no lo considera algo valioso), pero sin embargo las fuerzas del Caos y los necrones despiertos también se rompen. Si el jugador elige al Caos, entonces los guerreros de Gorgutz atacan a sus propios orcos, descontentos con la derrota. Krull captura el titán, triunfa sobre los necrones y organiza un gran sacrificio para el dios de la sangre Khorn.

### Campaña del orden
En la campaña para las fuerzas del orden, el jugador dirige las fuerzas de la Guardia Imperial y los Eldar. La Guardia limpia la ciudadela abandonada del Imperio, del Caos y rescata al equipo de reparación, que debería poner al titán en funcionamiento. Para el general Stornu vigilado capellán mando de la Orden de los marines espaciales de los Ultramarines Varnas.
Los Eldars primero imperceptiblemente ayudan a los guardias en su guerra contra el Caos y los Orcos, pero como resultado su presencia es conocida tanto por la Guardia como por los Orcos. Taldir entra en una alianza con Stern; ella quiere usar la Guardia como carne de cañón. A su vez, Stern confía en que los nuevos aliados lo traicionarán a la primera oportunidad, pero acepta saber dónde están las fuerzas Eldar que dependen del disfraz.
La unión se derrumba cuando las fuerzas principales de la Guardia y los Eldar llegan al titán. Ya protegido por un escudo psíquico, está custodiado por guardias que esperan la llegada de un equipo de reparación. La situación se complica por el hecho de que los orcos y los Devoradores de Mundos aspiran al titán. El jugador debe elegir una de las facciones.
Si el jugador elige a los Eldar, entonces Taldir se abre camino hacia el titán; los guardias permanecen afuera y son destruidos por los Devoradores de Mundos. Usando el artefacto "Piedra del alma" y la planta del titán, los Eldar destruyen a los necrones y abandonan el planeta. El titán explota debido a la sobrecarga del reactor.
Si el jugador elige a la Guardia, Stern y Varnas llegarán con seguridad a la plataforma protegida por el escudo psíquico. Los Orcos aplastan a los Eldar que quedaron detrás del escudo. Cuando los necrones se despiertan, la Guardia usa las herramientas auxiliares del titán y los destruye. Habiendo obtenido esta victoria, las fuerzas del Imperio permanecen en el planeta para acabar con la resistencia de los orcos y el Caos, y también para proteger el titán hasta su restauración completa.

### Final Canónico
Ni en el juego, ni en las continuación de la serie Dawn of War, ningún final fue declarado canónico directamente. Pero en la continuación de la serie, la adición de Dark Crusade, se recibió información sobre la versión canónica de la trama:
- Lord Krull fue derrotado y asesinado, su cráneo fue guardado por Gorgutz.[3]

- Al ver que Taldir no pereció en Lorn 5 (lo que contradice el final para la Guardia).[3]

- El Imperio enviado detrás del ejército en retribución Seeing Taldir.[3]

- Gorgutz no pereció en Lorn 5, pero fue derrotado y tuvo que huir.[3]

- Los necrones fueron derrotados.[3]

De este modo la campaña canónica es la campaña por el orden en el lado de los Eldar, y la Guardia Imperial, que lleva al Titán, pero las palabras de confianza de Taldir pierde debido a un sobrecalentamiento, debido a lo cual en la oscuridad Cruzada Imperio envía a Alexander misión de venganza de Cronos.
Además, existe el tema de la retribución "Stornna Escudo" en su descripción estados que Stern"... y su partido rescatado heroicamente en Lorn 5 Fallen Titán Clase" emperador eso no es una contradicción - hasta su destrucción en manos del Titán de la Guardia Imperial.

## La banda sonora
La música para el videojuego fue escrita por Inon Zur, quien también trabajó en otros videojuegos como Prince of Persia: Warrior Within y Starcraft: Ghost soundtrack.

## Recepción
| Winter Assault           |      |        |
| Média                    | Pays | Notes  |
| Canard PC                | FR   | 8/10   |
| Eurogamer                | US   | 8/10   |
| GameSpot                 | US   | 83 %   |
| IGN                      | US   | 85 %   |
| Jeuxvideo.com            | FR   | 16/20  |
| Joystick                 | FR   | 7/10   |
| Calificaciones Generales |      |        |
| Metacritic               | US   | 85 %   |
| GameRankings             | US   | 85,6 % |

La comunidad de Dawn of War se vio particularmente afectada por esta primera expansión. Famosa por sus competiciones y sus fanáticos, la comunidad francesa de Dawn of War sufrió un verdadero "éxodo" de jugadores debido a esta expansión, especialmente después de la Copa de Francia 2005 organizada por [VM] Ardias. Sin embargo, muchos creen que este éxodo masivo de jugadores se debe al lanzamiento de algunos nuevos juegos masivos multijugador, así como el anuncio de nuevos STR como Paraworld o Company of Heroes. La comunidad todavía existe en la expansión Dark Crusade, y está basada en el foro de WG Power.
Los críticos más grandes de Rusia, como Absolute Games, le otorgaron al juego un 80% de calificación. El revisor notó un equilibrio de juego mejorado y oponentes informáticos de la Inteligencia Artificial. Las deficiencias fueron la ausencia de cambios cardinales. Veredicto: "Warhammer 40.000: Dawn of War - Winter Assault - es un buen complemento para un gran juego. Algo así como un parche sólido, rellenando los espacios en blanco y agregando un lote de innovaciones frescas. No esperes el alcance gigantesco de Warcraft 3: The Frozen Throne. Sé más simple y disfruta".
Igromania le dio al juego 8.0 puntos de 10, llegando a la siguiente conclusión: "Complemento impecable, que agregó lo que al juego original le faltaba. Ofrece una campaña emocionante, una nueva facción y un montón de pequeñas mejoras que hacen que un ya magnífico Warhammer 40.000 sea aún mejor."
El país de los Juegos le dio al juego 8.5 de 10 puntos. A los méritos se le atribuyó una nueva facción jugable y una única campaña modificada. Las deficiencias se atribuyeron a su corta duración. Veredicto: "Relic mantiene la marca. El alma trágica, llena de drama del juego está en su lugar, y esto es lo más importante".